# Apollo 5
Apollo 5 (angleško Apolon 5) je bila prva vesoljska odprava brez človeške posadke v Nasinem Programu Apollo, kjer so preskušali prvi Lunarni modul Apolla, ki bo kasneje ponesel astronavte na Lunino površje. Odprava se je začela 22. januarja 1968 in je trajala dobrih enajst ur na Zemljinem tiru.

## Cilji odprave
V odpravi so želeli preskušati Lunarni modul v vesoljskem okolju, še posebej njegov pogonski sistem pri spuščanju in dvigovanju, ter zmožnost ločevanja dvigajoče in spuščajoče se stopnje. Pogon spuščajoče stopnje je bil prvi raketni motor z nadzorom potiska, ki so ga sprožili v vesoljskem prostoru.
V odpravi so želeli izvesti tudi preskus »streljanja v luknjo«, kar je razvidno na znaku odprave. Pogon dvigajoče stopnje se bo sprožil še vedno spojen s spuščajočo stopnjo. To naj bi simuliralo pogoje neuspeha med spuščanjem na Lunino površje.